# Große Plaike
Die Große Plaike ist ein 1034 m ü. A. hoher Berg im österreichischen Bundesland Salzburg. 
Sie liegt etwa 5 km südöstlich des Wallersees, dem sie ihre steilste Bergflanke zuwendet, und ebensoweit nördlich von Thalgau. Sie gehört zum Massiv des 3 km entfernten Kolomansberges (1114 m ü. A.), der östlichen Gruppe der Mondseer Flyschberge und nordwestlichen der Salzburger Voralpen. Hier bildet sie den Südwestkamm der Gruppe, der am 2½ Kilometer östlich liegenden Lehmberg (1022 m ü. A.) vom nordwärts streichenden Hauptkamm abzweigt und nach weiteren 2½ Kilometern westlich im Zifanken endet.
Der Name bezieht sich auf eine frühere Plaike, eine im Gebirge häufige Erosionsform, bei der die  Grasnarbe oder niedriger Bewuchs großflächig abrutscht. Der Berg ist heute aber großteils bewaldet.
Nördlich entwässern der Grabenbach und der Amselbach beiderseits Gut Aiderbichl nach Henndorf am Wallersee, südlich ein Bach vom Schönfeichtplatzl zum Fischbach Richtung Thalgau. Damit bildet der Gipfel auch die Wasserscheide zwischen Salzach-Gebiet (zum Inn) und Einzugsgebiet des Mondsee (über Ager zur Traun).